# 10 kilomètres marche féminin aux championnats du monde d'athlétisme 1993
Navigation
Tokyo 1991 Göteborg 1995

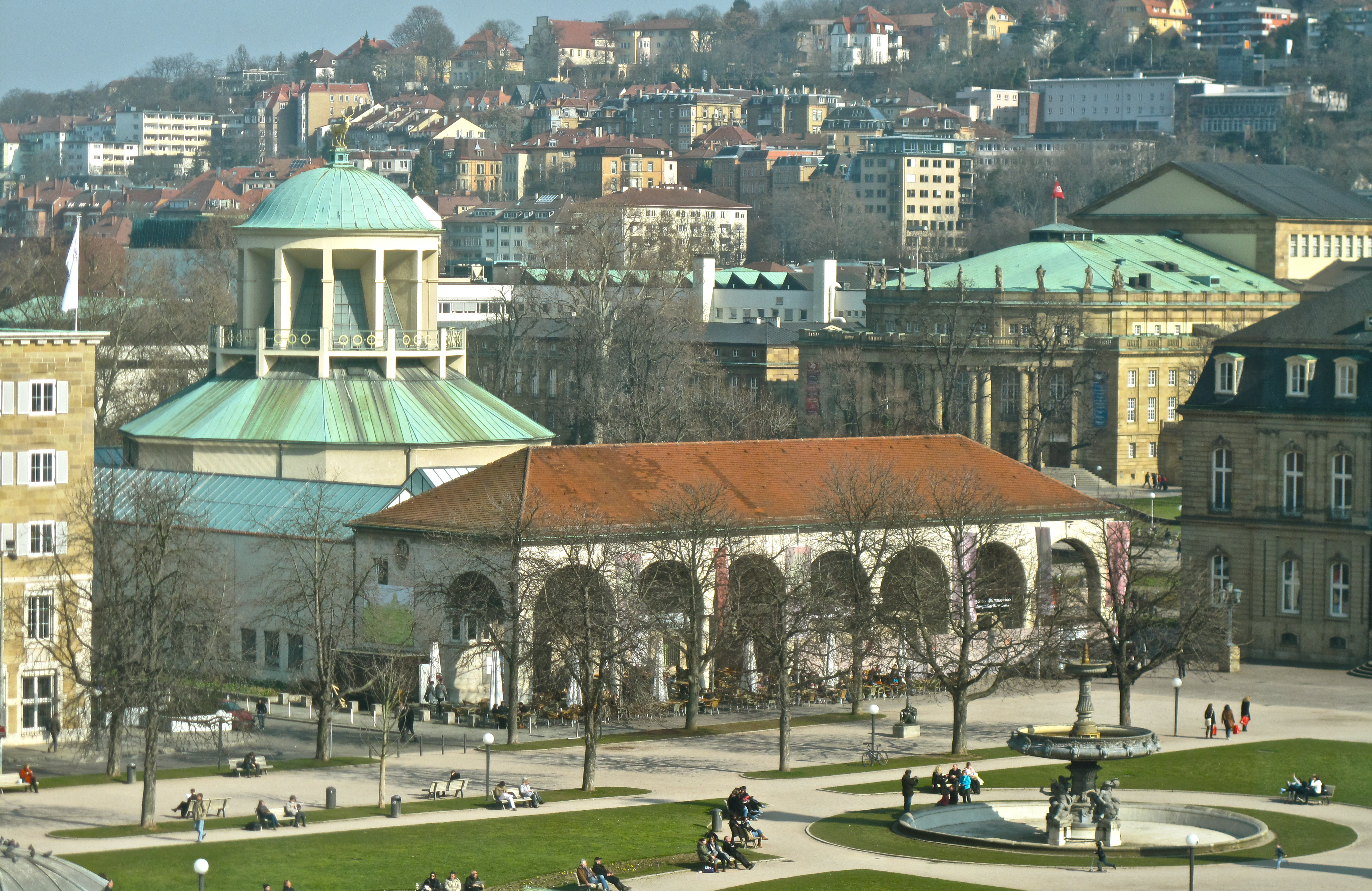
Stuttgart

L'épreuve du 10 kilomètres marche féminin des championnats du monde d'athlétisme 1993 s'est déroulée le 14 août 1993 dans les rues de Stuttgart, en Allemagne, avec une arrivée au Gottlieb Daimler Stadion. Elle est remportée par la Finlandaise Sari Essayah.

## Résultats
| Rang               | Athlète                 | Pays               | Temps       | Notes |
| ------------------ | ----------------------- | ------------------ | ----------- | ----- |
| Médaille d'or      | Sari Essayah            | Finlande           | 42 min 59 s |       |
| Médaille d'argent  | Ileana Salvador         | Italie             | 43 min 08 s |       |
| Médaille de bronze | Encarna Granados        | Espagne            | 43 min 21 s |       |
| 4                  | Elisabetta Perrone      | Italie             | 43 min 26 s |       |
| 5                  | Beate Anders            | Allemagne          | 43 min 28 s |       |
| 6                  | Katarzyna Radtke        | Pologne            | 43 min 33 s |       |
| 7                  | Yelena Nikolayeva       | Russie             | 43 min 47 s |       |
| 8                  | Yelena Sayko            | Russie             | 43 min 56 s |       |
| 9                  | Annarita Sidoti         | Italie             | 44 min 13 s |       |
| 10                 | Mária Urbanik           | Hongrie            | 44 min 17 s |       |
| 11                 | Susana Feitor           | Portugal           | 45 min 06 s |       |
| 12                 | Yelena Arshintseva      | Russie             | 45 min 17 s |       |
| 13                 | Tatyana Ragozina        | Ukraine            | 45 min 24 s |       |
| 14                 | Andrea Alföldi          | Hongrie            | 45 min 57 s |       |
| 15                 | Kathrin Born-Boyde      | Allemagne          | 46 min 11 s |       |
| 16                 | Miriam Ramón            | Équateur           | 46 min 13 s |       |
| 17                 | Natalya Misyulya        | Biélorussie        | 46 min 22 s |       |
| 18                 | Lisa Sheridan-Paolini   | Irlande            | 46 min 31 s |       |
| 19                 | Yuko Sato               | Japon              | 46 min 41 s |       |
| 20                 | Ildikó Ilyés            | Hongrie            | 46 min 45 s |       |
| 21                 | Yuka Kamioka            | Japon              | 46 min 48 s |       |
| 22                 | Teresa Vaill            | États-Unis         | 46 min 58 s |       |
| 23                 | Vicky Lupton            | Royaume-Uni        | 47 min 03 s |       |
| 24                 | Alison Baker            | Canada             | 47 min 20 s |       |
| 25                 | Kamila Holpuchová       | Tchéquie           | 47 min 24 s |       |
| 26                 | Yuliya Lisnik           | Moldavie           | 47 min 41 s |       |
| 27                 | Janice McCaffrey        | Canada             | 47 min 45 s |       |
| 28                 | María Colín             | Mexique            | 47 min 51 s |       |
| 29                 | Verity Snook-Larby      | Royaume-Uni        | 47 min 54 s |       |
| 30                 | Zuzana Zemkova          | Slovaquie          | 47 min 56 s |       |
| 31                 | Sada Eidikyte-Buksniene | Lituanie           | 48 min 03 s |       |
| 32                 | Liliana Bermeo          | Colombie           | 48 min 08 s |       |
| 33                 | Gabrielle Blythe        | Australie          | 48 min 23 s |       |
| 34                 | Tina Poitras            | Canada             | 48 min 24 s |       |
| 35                 | Simone Thust            | Allemagne          | 48 min 38 s |       |
| 36                 | Hilde Gustavsen         | Norvège            | 48 min 39 s |       |
| 37                 | Debbi Lawrence          | États-Unis         | 48 min 53 s |       |
| 38                 | Kada Delić              | Bosnie-Herzégovine | 49 min 06 s |       |
| 39                 | Kjersti Plätzer         | Norvège            | 49 min 06 s |       |
| 40                 | Maricela Chávez         | Mexique            | 49 min 18 s |       |
| 41                 | Lynn Murphy             | Nouvelle-Zélande   | 49 min 24 s |       |
| 42                 | Julie Drake             | Royaume-Uni        | 50 min 22 s |       |
| 43                 | Sara Standley           | États-Unis         | 51 min 01 s |       |
| 44                 | Magdalena Guzmán        | Salvador           | 51 min 01 s |       |
| 45                 | Dounia Kara             | Algérie            | 51 min 33 s |       |
| 46                 | Hoon Helen Low Guan     | Singapour          | 54 min 07 s |       |
| 47                 | Perri Williams          | Irlande            | 55 min 24 s |       |
| —                  | Kerry Saxby-Junna       | Australie          | DNF         |       |
| —                  | Shushanik Dolmazyan     | Arménie            | DNS         |       |
| —                  | Wang Yan                | Chine              | DQ          |       |
| —                  | Madelein Svensson       | Suède              | DQ          |       |
| —                  | Eva Machuca             | Mexique            | DQ          |       |
| —                  | Liu Hongyu              | Chine              | DQ          |       |

## Légende
Records et Performances
- AR : Record continental (area record)
- CR : Record des championnats (championship record)
- MR : Record du meeting (meet record)
- NR : Record national (national record)
- OR : Record olympique (olympic record)
- PR : Record paralympique (paralympic record)
- PB : Record personnel (personal best)
- SB : Meilleure performance personnelle de la saison (season's best)
- WL : Meilleure performance mondiale de l'année (world leader)
- WJR : Record du monde junior (world junior record)
- WR : Record du monde (world record)

Circonstances et Conditions
- DNF : N'a pas terminé (did not finish)
- DNS : N'a pas pris le départ (did not start)
- DQ : Disqualification (disqualification)
- NM : Aucun essai valable enregistré (No Mark)
- Q : Qualifié « directement » au prochain tour (ou à la prochaine compétition), lors d'une compétition majeure, grâce au classement ou à la réalisation des minima (automatic qualifier)
- q : Qualifié au prochain tour (ou à la prochaine compétition), lors d'une compétition majeure, grâce au repêchage ou à la réalisation de l'une des meilleures performances parmi celles des « non qualifiés directement » (grâce au meilleur temps ou à la meilleure distance par exemple) (secondary qualifier)